# Ponatshego Kedikilwe
Ponatshego Honorius Kefaeng Kedikilwe, né le 7 juillet 1938 dans le Bechuanaland, est un homme d'État botswanais. Il est vice-président de 2012 à 2014.

## Biographie
Membre du Parti démocratique du Botswana, il est élu député pour Mmadinare en 1984. Il occupe la présidence du parti jusqu'en 2003, lorsque Ian Khama, soutenu par le président de la République Festus Mogae, le remplace.
En janvier 2007, il est nommé ministre des Ressources minières, de l'Énergie et de l'Eau dans le premier gouvernement de Ian Khama. Le 1er août 2012, dans le second gouvernement Khama, il obtient en outre le poste de vice-président de la République. Il est remplacé à cette fonction par Mokgweetsi Masisi le 12 novembre 2014.